# Pogonofobia
Pogonofobia é o medo ou repulsa por barbas.

## História
O termo pogonofobia é derivado das palavras gregas pogon (πώγων) para barba e fobos (φόβος) para fobia. Seu antônimo seria "pogonofilia", que é o amor de barbas ou pessoas barbadas.
A publicação de David Smith, em 1851, do The Covenanter of the Reformed Presbyterian Church descreve os jesuítas de Baden como "uma verdadeira pogonofobia à vista de um queixo democrático."
O termo é geralmente destinado a ser tomado de maneira menos séria. Na década de 1920, o psicólogo John B. Watson foi capaz de condicionar esse medo em um menino por meio de métodos clássicos de condicionamento.
Em agosto de 2013, Christopher Oldstone-Moore, professor de história da Wright State University em Ohio, e autor de The Beard Movement in Victorian Britain comentou: "Os pelos faciais no século passado foram pensados para refletir um traço suspeito de individualidade e desafio ... Políticos, funcionários públicos e empresários - e aparentemente jornalistas - arriscam sua reputação se abandonarem a navalha."
Alguma relação com o "beardism" - discriminação baseada em pelos faciais - é reivindicada, e uma diferença nas culturas é notada. Algumas associações com reivindicações de barbas anti-higiênicas (por exemplo, entre homens sem-teto) e preferências de moda de mulheres. Que vários grupos religiosos tratam as barbas mais ou menos reverentemente é também um fator, por exemplo, no judaísmo e no islamismo. Da mesma forma, alguns grupos exigem barba e proíbem o barbear, o que afeta as normas e percepções da sociedade.

## Acusações na BBC
Em agosto de 2013, Jeremy Paxman acusou seus empregadores de pogonofobia depois que ele foi criticado por muitos jornais e sites de redes sociais por apresentar o programa de notícias atuais da BBC, Newsnight, enquanto ostentava uma barba. Paxman disse: "A menos que você tenha a sorte de ser o tio Albert em Only Fools and Horses, Demis Roussos ou Abu Hamza, a BBC é geralmente tão pogonofóbica quanto o falecido ditador albanês Enver Hoxha." Mais tarde, ele escreveu: "A coisa é que eu normalmente não gosto é de barbas", e observando como ele se tornou um "garoto-propaganda" para a Frente de Libertação da Barba, Paxman lamentou que ele estivesse "achando um fardo pesado".
O ex-radialista da BBC Radio 4 e do World Service, Robin Lustig, anteriormente vencedor da 'barba do ano', também descreveu a BBC como pogonofóbica. Danny Baker da BBC Radio 5 Live discordou e afirmou que: "Eu realmente não acho que Jeremy Paxman deveria ter uma barba. É corrupto. A Disney estava certa. Ei, BBC - sem barbas nas notícias." A observação de Baker sobre a Disney é uma referência à proibição de longa data da empresa aos funcionários que usavam barba, que só foi suspensa em 2012 quase 60 anos após sua introdução.